# Lamborghini 350GT

## История
Lamborghini 350 GT е велик автомобил, произвеждан от Lamborghini между 1964 и 1966 г.
Това е първото производство на Lamborghini. 350 GT е базиран на по-ранния Lamborghini 350 GTV и е оборудван с 3.5 литров V12 двигател и каросерията на купето от Carrozzeria Touring. 350 GT дебютира на автосалона в Женева през март 1964 г., а производството започва през май. Успехът на този модел гарантира оцеляването на компанията, като го превръща в жизнеспособен конкурент на конкурентния производител Ferrari.
След тестването на прототипа на Lamborghini през май 1963 г., тогавашният инженер Giotto Bizzarrini напуска компанията. Следващият месец Феручо Ламборгини задава на инженера Джан Паоло Далара да разработи продуцентска версия на 350GTV великия турезатор на Bizzarrini.
Далара и Станзани бързо осъзнават, че 350 GTV не е правилно проектиран за масово производство. Те започват да работят паралелно на два проекта, които биха довели до производството на 350 GT. Първо – те започват да премахват настройката на оригиналния двигател Bizzarrini и да препроектират оригиналното шаси Bizzarrini за улична употреба. Второ – те започват да подготвят 350 GTV за дебюта си в автосалона в Торино в края на октомври 1963 г., където Lamborghini се надява, че ще повиши интереса към евентуалното производство 350 GT.
Като оборудван с 350 GTV, 3.5-литровият V12 на Bizzarrini е бил състезателен мотор, потенциално развиващ 400 конски сили (300 kW) при 11 000 rpm. За да се впише в неговата великолепна кола с по-гладък, по-приятен, по-траен двигател, който би бил „добър за 40 000 мили между услугите“, Феручо накарал Далара и Уолъс да настроят версия на този прототип на GTV двигател за улична употреба.
Това включва:
- Смяна на сложната и скъпа система за омасляване със сух картон в състезателен стил с конвенционална система за мокър картер
- Намаляване на степента на компресия от 11.0: 1 или повече до 9.4: 1
- Намаляване на екзотичните материали, посочени за коляновия вал и други компоненти, за да се намалят разходите
- Преместване на дистрибуторите в по-достъпни позиции по предните страни на изпускателните разпределителни валове
- Приемане на един, много висок, произведен от Lamborghini маслен филтър
- Смяна на скъпите 36 мм вертикални състезателни карбуратори на Weber с конвенционални странични наклони 40 DCOE Webers
- Омекотяване на профилите на гърбиците за по-гладко движение по време на уличното шофиране

Първият „затворен“ двигател L350 бил тестван на 3 октомври 1963 г. Резултатът, който по-късно се побира в 350 GT, е мощна електроцентрала с мощност 270 к.с., която може да достигне 254 километра в час.
Докато този проект на 350 GT продължава, прототипът на 350 GTV е пристигнал за приключване на предстоящата пресконференция от 26 октомври и последващото откриване на автосалона в Торино на 30-и. Моделът 350 GTV бил показан на автосалона в Торино с оригиналния двигател V-12 на Bizzarrini – съпроводен със задвижващите се подемници, задните разпределители и т.н., които не били „адаптирани към шасито“. Автомобилът е статичен на вид, с окачващи се рамена, които са заварени на място и двигателят не е монтиран. Тежката реакция на колата предизвика Феручо Ламборгини да отложи плановете за незабавно производство и да премине към въвеждането на новия дизайн на Dallara 350 GT.
През март 1964 г., само 5 месеца след дебюта на GTV в Торино, „преработеният GTV“, наречен 350 GT, дебютира на автосалона в Женева. Той бил посрещнат с достатъчен ентусиазъм, че Феручо решава да продължи производството си през май 1964 година
Производството на телата е поверено на „Туринг“ от Милано, който използва своя патентован метод на конструиране Superleggera, за да фиксира панели от алуминиеви сплави директно към тръбна конструкция. Първата 350 GT рамка е изработена от Neri и Bonacini, които продължават да действат като шаси на Lamborghini, докато производството на 350 GT е в ход, когато работата е предадена на Marchesi. Шасито и каросериите били събрани в Touring, които след това доставили пълните комплекти – дори с броните на място – във фабриката Lamborghini. Автомобилите можело да бъдат поръчани в тези цветове.
Първите 350 GT шаси и каросерията, доставени на фабриката Lamborghini на 9 март 1964 г., са наречени № 101 (Touring No. 17001). Същият месец № 101 дебютира на шоуто в Женева. Първото доставяне на 350 GT е № 104 (Touring № 17004), доставено на 31 юли 1964 година.

Lamborghini произвежда сто и двадесет 350 GT преди да го замени с Lamborghini 400 GT през 1966 г. Впоследствие много 350 GT са били пригодени с по-големия 4.0-литров двигател, използван при 400 GT.
- Lamborghini 350 GT

## Резюме
Моделът е преработената версия на 350 GTV. Новият дизайн е изработен от Carrozzeria Touring, които използват тяхната патентована разработка Superleggera (ултра-лек) за направата на шасито. На практика това е първият автомобил на Ламборгини, който влиза в серийно производство. Представен е на автомобилното шоу в Женева през 1964 и всички са удивени и започват да валят поръчки. Същата година са произведени едва 13 бройки. До 1967, когато е спряно производството, са направени 120 автомобила.

## Характеристики

### Общи
- Година: 1964 – 1967
- Тегло: 1050 кг
- Макс. скорост: 240 км/ч

### Двигател
- Конфигурация: V-образен
- Цилиндри: 12
- Работен обем: 3464 cm3 (3,5 L)
- Макс. мощност: 270 к.с. при 7000 оборота в минута

### Скоростна кутия
- тип: механична (ZF)
- скорости: 5